# Ferreolus van Uzès
De heilige Ferreolus van Uzès (Narbonne, 521 - Uzès, 4 januari 581) was een Franse bisschop. Ferreolus was van 553 tot 581 de 5e bisschop van het Franse Uzès. Hij volgde daarbij op 32-jarige leeftijd zijn oom, Sint Firmin, op en legde een bijzondere ijver aan de dag om de joden te bekeren tot het christendom. Hij werd in 556 door koning Childebert I voor drie jaar verdreven uit Uzès om politieke redenen. Hij stichtte het naar hem genoemde klooster, een benedictijner abdij, in zijn bisdom en schreef er een leefregel die inhield dat het vertaalwerk in het scriptorium gelijkwaardig is met handwerk. Zijn sterfdag is 4 januari en zijn gedenkdag 9 mei. 
- Gemeinsame Normdatei: 100941273
- Réseau des bibliothèques de Suisse occidentale: 02-A025617260
- Virtual International Authority File: 317199014
- WorldCat: E39PCjv9fJ7W4hk7VPgCWfhMpq